# Маскио Стационе (Савона)
Маскио Стационе је насеље у Италији у округу Савона, региону Лигурија.
Према процени из 2011. у насељу је живело 25 становника. Насеље се налази на надморској висини од 201 м.